# Латовня
Латовня — річка в Україні, в Звягельському та Житомирському районах Житомирської області. Права притока Теньки (басейн Прип'яті.

## Опис
Довжина 15 км, похил річки — 1 м/км, площа басейну 54,3 км². Формується декількома безіменними струмками та загатами.

## Розташування
Бере початок на південному сході села Буда-Бобриця. Тече на південний захід у межах сіл Зелена Поляна та Мирне. На північно-західній околиці села Теньківка впадає в річку Теньку, праву притоку Тні.

## Риби Латовні
У річці найпоширенішими рибами є такі, як карась звичайний, щука звичайна, окунь, пічкур та плітка звичайна.

## Цікавий факт
У селі Зелена Поляна річку перетинає автошлях Т 0605.